# Butandiolformal
Butandiolformal ist eine chemische Verbindung aus der Gruppe der Sauerstoffheterocyclen.

## Eigenschaften
Butandiolformal ist eine leicht entzündbare, leicht flüchtige, farblose Flüssigkeit mit alkoholartigem Geruch, die leicht löslich in Wasser ist.

## Verwendung
Butandiolformal kann zur Herstellung von Polymeren verwendet werden.

## Sicherheitshinweise
Die Dämpfe von Butandiolformal können mit Luft ein explosionsfähiges Gemisch (Flammpunkt 16,1 °C, Zündtemperatur 220 °C) bilden. An Luft kann die Verbindung Peroxide bilden.